# Heteronyx subfuscus
Heteronyx subfuscus är en skalbaggsart som beskrevs av Macleay 1888. Heteronyx subfuscus ingår i släktet Heteronyx och familjen Melolonthidae. Inga underarter finns listade i Catalogue of Life.